# Josh (série télévisée)
Pour les articles homonymes, voir Josh.
Josh est une sitcom britannique produite par la BBC et créée par Josh Widdicombe. Un épisode pilote est diffusé en 2014 lors de l'évènement « Comedy Feeds » organisé par la BBC, et une série complète de six épisodes est diffusée du 11 novembre au 16 décembre 2015. Une deuxième saison est diffusée à partir du 22 septembre 2016 après la conversion de la chaîne BBC Three en une chaîne uniquement disponible sur Internet en février 2016. Une troisième saison et dernière est commandée par la BBC, diffusée le 2 octobre 2017.

## Personnages
- Josh Widdicombe : Josh
- Elis James : Owen
- Beattie Edmondson : Kate
- Jack Dee : Geoff
- Jennifer Saunders : la mère de Kate (elle est vraiment sa mère en dehors de la série)[4]

## Réception critique
Pour The Independent, il n'y a « rien d'original ou de remarquable à propos de la mise en scène ou du scénario, mais l'alchimie entre les acteurs est prometteuse. » Le journal souligne toutefois que les acteurs principaux sont trop vieux pour être des convaincant camarades d'université d'une vingtaine d'années. Cependant, la prestation de Beattie Edmondson est pour eux « très regardable » (« very watchable »), soulignant que son « timing comique se démarquait » (« comic timing stuck out »).
Le journal The Arts Desk est très critique envers la série, la qualifiant d'« horriblement fade » (« It's horribly bland and it's difficult to see how Josh can avoid suffering the ignominy of lasting only one series »).
Pour The Guardian, il y a « une belle alchimie » (« a nice chemistry ») entre les trois personnages principaux et la série est drôle « d'une façon sympa, confortable, familiale et familière » (« in a nice, cosy, safe, familial, familiar kind of way »).

## Épisodes
| Numéro | Titre                  | Réalisateur     | Auteurs                       | Date de diffusion |
| --- | ---------------------- | --------------- | ----------------------------- | ----------------- |
| - | Pilot                  | David Schneider | Tom Craine et Josh Widdicombe | 29 août 2014      |
| |                        |                 |                               |                   |
| 1 | Swimming and Kissing   | David Schneider | Tom Craine et Josh Widdicombe | 11 novembre 2015  |
| Josh doit se rendre à une pool party (soirée piscine) avec Owen alors qu'il est allergique au chlore, tandis que Kate travaille sur sa pratique du baiser.                 |                        |                 |                               |                   |
| 2 | Mum and Dad            | David Schneider | Tom Craine et Josh Widdicombe | 18 novembre 2015  |
| Josh a un rendez-vous avec une fille mais le père de celle-ci ne l'apprécie pas, tandis que la mère de Kate vient rendre visite à la colocation.                           |                        |                 |                               |                   |
| 3 | Wedding and Waiting    | David Schneider | Tom Craine et Josh Widdicombe | 25 novembre 2015  |
| Josh et Owen se rendent au mariage de l'oncle de ce dernier, tandis que Kate attend son nouveau téléphone et cherche à tuer le temps dans un appartement sans électricité. |                        |                 |                               |                   |
| 4 | Teabag and No Sympathy | David Schneider | Tom Craine et Josh Widdicombe | 2 décembre 2015   |
| |                        |                 |                               |                   |
| 5 | Homme and Away         | David Schneider | Tom Craine et Josh Widdicombe | 9 décembre 2015   |
| |                        |                 |                               |                   |
| 6 | Suited and Booted      | David Schneider | Tom Craine et Josh Widdicombe | 16 décembre 2015  |
| |                        |                 |                               |                   |

## DVD
Le DVD de la première saison est sorti le 5 septembre 2016. Celui de la seconde est sorti le 31 octobre 2016.